# Estefanía de Borgoña
Estefanía de Borgoña, o bien en francés como Étiennette de Bourgogne (ca. 1040-después de 1088) era una noble borgoñona de filiación no documentada que fue condesa consorte por su matrimonio con el conde Guillermo I de Borgoña.

## Biografía

### Filiación
Hasta el presente, ningún documento menciona a los padres de Estefanía de Borgoña o le asigna un origen familiar. Desde el siglo XVIII los historiadores y genealogistas han intentado crear hipótesis al respecto.

Ducado y Condado de Borgoña.

### Matrimonio y descendencia
Estefanía de Borgoña-Duché se había unido en matrimonio entre los años 1049 y 1057, con el conde  Guillermo I de Borgoña-Comté y con quien concibiera los siguientes hijos:
- Reginaldo II, sucesor de Guillermo, murió en la Primera Cruzada.
- Esteban I, sucesor de Reinaldo II, Esteban murió en la Cruzada de 1101.
- Raimundo, casado  en 1090 con Urraca I de León, futura reina regente de la Corona leonesa.
- Guido de Vienne, elegido papa, en 1119 como abad de Cluny, con el nombre de Calixto II.
- Sibila, casada en 1080 con Eudes I de Borgoña.
- Gisela, casada en 1090 con Humberto II de Saboya y luego con Raniero I de Montferrato.
- Adelaida.
- Eudes.
- Hugo III, arzobispo de Besanzón.
- Clemencia, se casó con Roberto II, conde de Flandes y fue regente durante su ausencia.
- Estefanía.
- Ermentruda, casada en 1065 con Thierry I de Montbéliard.

Aunque su filiación no está confirmada en la documentación medieval, también pudieron ser los padres de:
- Berta, casada en 1094 con Alfonso VI, rey de León.